# Hornberg (Brisgovia)
El Hornberg es un pequeño monte en la Brisgovia septentrional en Baden-Wurtemberg, Alemania. Es una estribación de la Selva Negra que se extiende como una cresta en dirección norte-sur entre las aldeas Windenreute, Kollmarsreute y Sexau en la llanura del Alto Rin. En su extremo norte se encuentra el castillo Hochburg, una de las fortalezas más grandes en el sur de Baden. En su punto más alto el Hornberg alcanza casi los 357 m s. n. m.